# Carlos Grethe

Carlos Grethe

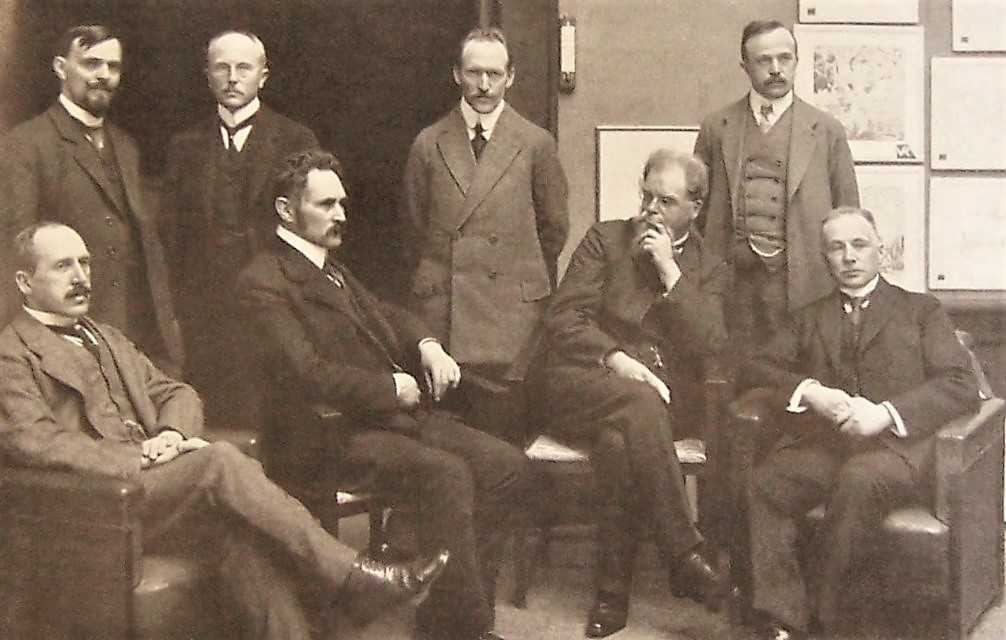
Carlos Grethe (2. von links, sitzend) als Jurymitglied, Mai 1912

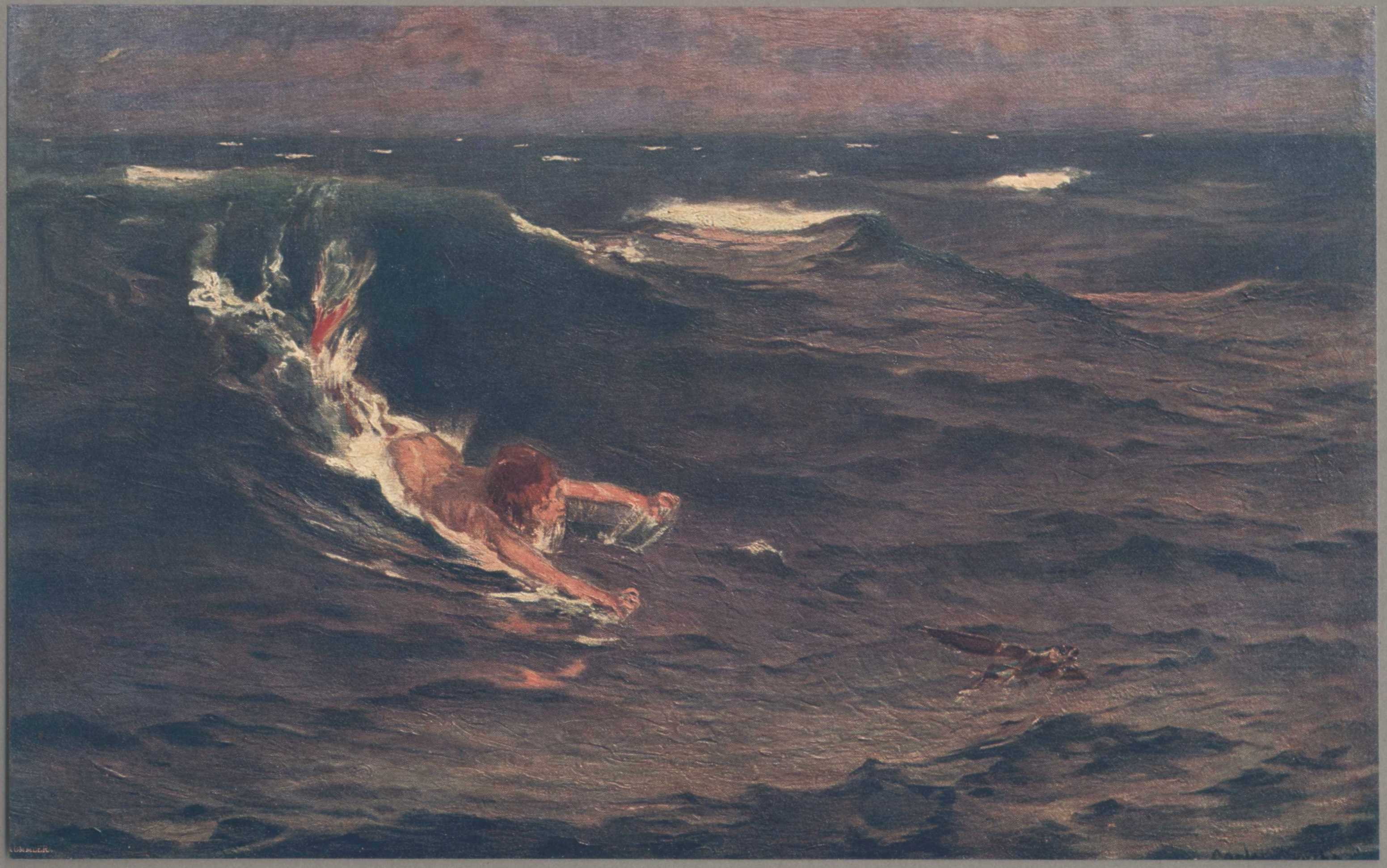
Carlos Grethe: Der fliegende Fisch

Carlos (Carl) Conrad Grethe (* 25. September 1864 in Montevideo, Uruguay; † 2. Februar 1913 in Nieuwpoort, Belgien) war ein deutscher Maler und Akademieprofessor.

## Biografie
Carlos Grethe war der Sohn niederdeutscher Eltern, die als Kaufleute in Montevideo lebten. Ab seinem fünften Lebensjahr wohnte er in Hamburg. Er machte eine kaufmännische Ausbildung bei einem Großhandelsunternehmen und dann die zum Dekorationsmaler bei einem Dekorationsmaler und an der Hamburger Gewerbeschule bei Paul Düyffcke. Danach studierte er von 1882 bis 1884 bei Theodor Poeckh, Ernst Schurth und Karl Hoff sowie von 1889 bis 1890 an der Karlsruher Kunstakademie. Zwischendurch war er an der Pariser Académie Julian (1884–1886). Für eine achtmonatige Seereise nach Mexiko (1888–1889) unterbrach er das Studium; die Seereise sollte sein Schaffen im maritimen Bereich stark beeinflussen. 
Es folgten 1890 eine Lehrtätigkeit an der Karlsruher Kunstgewerbeschule und 1891 als Professor an der dortigen Akademie. Im November 1893 wurde er Professor für Malerei an der Kunstschule Karlsruhe. Von 1899 bis zu seinem Tod (1913) hatte er eine Lehrtätigkeit an der Kgl. Akademie der bildenden Künste in Stuttgart. Hier unterrichtete er an der technischen Malschule. Ab 1906 wohnte er auch in Nieuwport in Belgien.
Grethe war ab 1894 Mitglied der Münchner Secession. Er war an der Gründung des Karlsruher Künstlerbundes (1896), des Stuttgarter Künstlerbundes, der Kgl. Lehr- und Versuchswerkstätte (1901) und des Vereins Württembergischer Kunstfreunde beteiligt.
Er ist um die Jahrhundertwende als bedeutender Vertreter seines Fachs im Themenbereich Mensch und Meer sowie Küste und Hafen einzuordnen. Reisen an die deutsche, dänische, schwedische, italienische und belgische Küste erweiterten seine Sicht. Es entstanden Bilder vom Hamburger Hafen, von Werften und Werftarbeitern, Schiffen oder von Krevettenfischern. 
Seine künstlerische Entwicklung vollzog sich dabei vom modernen Realismus zu Beginn seiner Schaffensphase zu eher impressionistischen Inhalten in seinen späteren Werken. Er arbeitete in Öl und Öltempera sowie auch in Gouache und Aquarell.

## Ehrungen
- In Cuxhaven wurde der Carlos-Grethe-Weg nach ihm benannt.
- In Stuttgart wurde im Rahmen der Errichtung der Kochenhofsiedlung der Carlos-Grethe-Weg nach ihm benannt.[1]